# Ellenton (Georgia)
Ellenton város az USA Georgia államában Colquitt megyében. Lakosainak száma 210 fő (2020. április 1.).

## Népesség
A település népességének változása:

| 2010 | 281 |
| 2020 | 210 |